# Callitrichia taeniata
Callitrichia taeniata är en spindelart som beskrevs av Holm 1968. Callitrichia taeniata ingår i släktet Callitrichia och familjen täckvävarspindlar.
Artens utbredningsområde är Tanzania. Inga underarter finns listade.